# Державний історико-культурний заповідник «Стародавній Володимир»
Державний історико-культурний заповідник «Стародавній Володимир» (ДІКЗ «Стародавній Володимир») — історико-культурний заповідник державного значення, заснований у 2001 році на території міста Володимира Волинської області України.
ДІКЗ «Стародавній Володимир» є культурно-просвітницьким, науково-дослідним закладом, що здійснює на відведеній йому території її наукове дослідження, охорону пам'яток культурної спадщини, популяризацію знань про них, забезпечує належне використання їх та реставрацію.

## Контакти

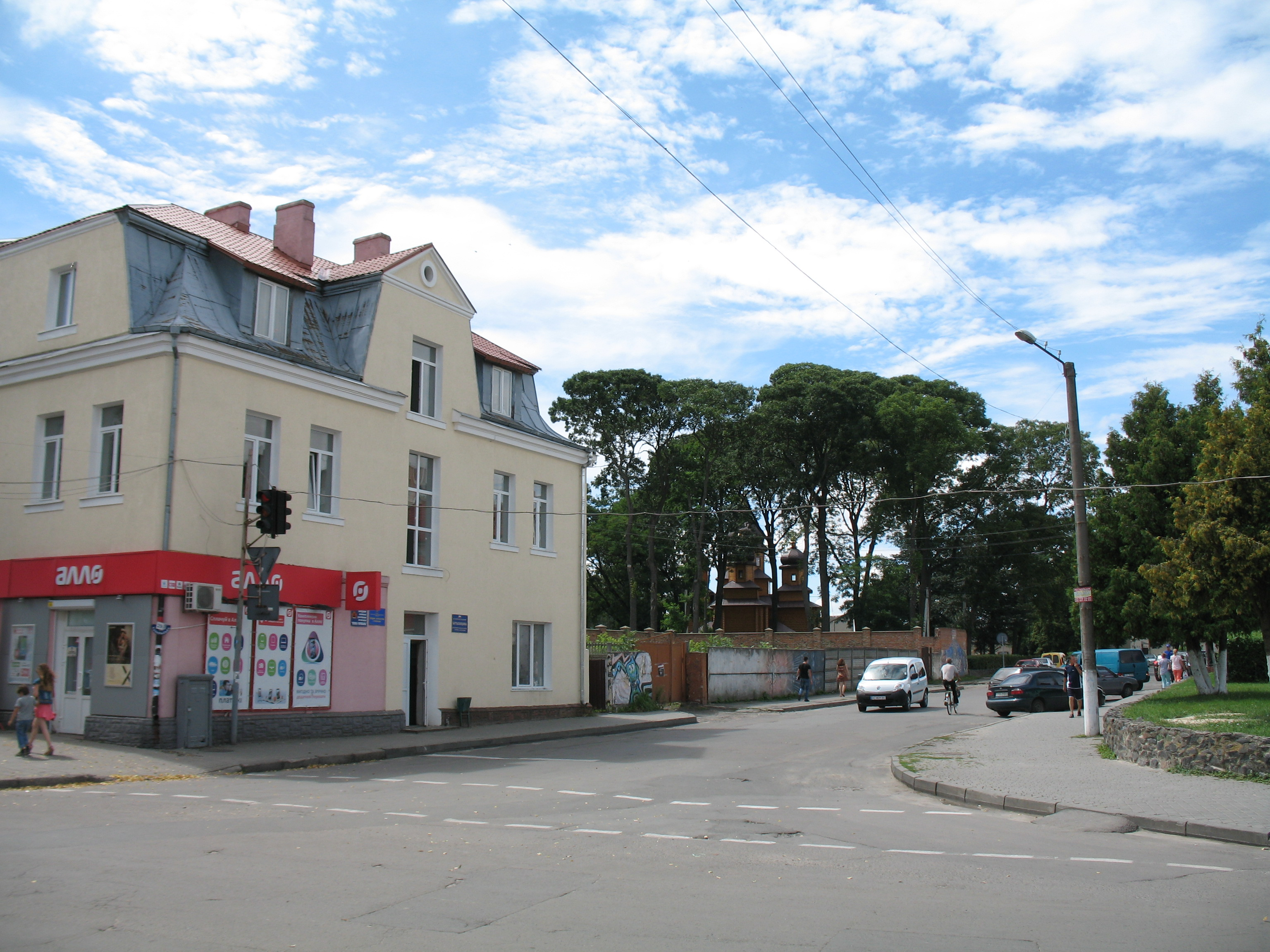
Будівля адміністрації заповідника

Адреса заповідника: 44700, вул. Ковельська, 29. м. Володимир (Волинська область, Україна).
Вихідні дні — субота, неділя.
Директор: Пикалюк Володимир Григорович.
Сайт: http://www.starodavnij-volodymyr.com.ua/index.php [Архівовано 15 лютого 2016 у Wayback Machine.]

## Історія створення
Відповідно до постанови Кабінету Міністрів України від 17 листопада 2001 року № 1509 «Про Державний історико-культурний заповідник „Стародавній Володимир“ у місті Володимирі-Волинському» на основі комплексу пам'яток міста Володимира-Волинського, об'єднаних між собою спільною територією, було створено Державний історико-культурний заповідник «Стародавній Володимир».
Він почав функціонувати з 1 січня 2003 року відповідно до розпорядження Волинської обласної державної адміністрації від 24 грудня 2002 року № 553.
У 2004 році було розроблено та затверджено генеральний план розвитку заповідника, яким визначено основні напрямки роботи на найближчий період часу. Генеральний план розвитку ДІКЗ «Стародавній Володимир» був затверджений на сесії Володимир-Волинської міської ради рішенням № 15/5 від 28 серпня 2004 року. Згідно з цим документом, територія заповідника становить 14,5 га. До його складу входять 8 пам'яток національного значення і 19 — місцевого.
Пам'ятки національного значення:
1.  Городище (земляні вали), вул. Соборна
2.  Комплекс Успенського собору, вул. Соборна:
- Успенський собор, вул. Соборна, 25;
- Будинок з дзвіницею, вул. Соборна, 27;
- Стіни з воротами, вул. Соборна.
3.  Костел Йоакима і Анни, вул. Ковельська, 1.
4.  Собор Різдва Христового, вул. Миколаївська, 20.
5.  Василівська церква, вул. Василівська, 28.
6.  Миколаївська церква, вул. Миколаївська, 1.
Пам'ятки місцевого значення:
1.   Домініканський монастир, вул. Данила Галицького, 2.
2.   Адміністративний будинок, вул. Устилузька, 19.
3.   Каплиця Св. Володимира, вул. Соборна, 1.
4.   Колгоспний ринок (міський ринок), вул. Данила Галицького, 3.
5.   Кінотеатр, вул. Князя Василька, 10.
6.   Бібліотека (житловий будинок), вул. Зелена, 3.
7.   Школа (гімназія), вул. Драгоманова, 17.
8.   Пожежна частина, вул. Зелена, 2.
9.   Будинок єврейської громади (автоклас пожежної частини), вул. Зелена, 2.
10. Повітовий сеймик (палац урочистих подій), вул. Івана Франка, 2.
11. Житловий будинок (історичний музей), вул. Івана Франка, 6.
12. Житловий будинок, вул. Ковельська, 17.
13. Житловий будинок, вул. Ковельська, 25.
14. Житловий будинок, вул. Ковельська, 29.
15. Житловий будинок, вул. Ковельська, 36.
16. Житловий будинок, вул. Соборна, 16.
17. Мури монастиря Капуцинів, вул. Драгоманова, 5.
18. Оборонні вали міста, вул. Івана Франка.
19. Келії Христорождественського монастиря, вул. Івана Франка, 18.
Працівниками заповідника здійснюється постійний контроль за станом збереження пам'яток та прилеглої до них території. Завдяки їх плідній роботі розроблено туристичний маршрут під назвою «По давньоруських містах» (Галич — Рогатин — Львів — Жовква — Володимир), у якому основними пунктами є Галич та Володимир і який включено до Національної системи «Намисто Славутича».